# Всички се смееха
„Всички се смееха“ (на английски: They All Laughed) е американска романтична комедия от 1981 на режисьора Питър Богданович с участието на Одри Хепбърн, Бен Газара и други.

## Сюжет
Двама мъже се обръщат към нюйоркска детективска агенция с молба жените им да бъдат наблюдавани, тъй като ги подозират в изневяра. Джон Русо следи Анжела Ниотес, изящната съпруга на богат италиански индустриалец. Чарлз Рътлидж и Артър Бродски следят младата и красива Долорес Мартин. Но скоро работата се усложнява, Джон се влюбва в Анжела, а Чарлз в Долорес.

## В ролите
| Актьор            | Роля                |
| ----------------- | ------------------- |
| Одри Хепбърн      | Анжела Ниотес       |
| Бен Газара        | Джон Русо           |
| Пати Хансън       | Сам (Дебора Уилсън) |
| Джон Ритър        | Чарлз Рътлидж       |
| Дороти Стратън    | Долорес Мартин      |
| Блейн Новак       | Артър Бродски       |
| Линда Макюън      | Ейми Лестър         |
| Джордж Морфоген   | Лион Лиондополос    |
| Колин Кемп        | Кристи Милър        |
| Шон Хепбърн Ферер | Хосе                |